# Liste der Fließgewässer im Flusssystem Thulba
Die Liste der Fließgewässer im Flusssystem Thulba umfasst alle direkten und indirekten Zuflüsse der Thulba, eines 27,2 km langen und rechten Zuflusses der Fränkischen Saale mit einem 140,49 km² großes Einzugsgebiet zum kleineren Teil in der Südlichen Höhen Rhön und der Kuppenrhön, zum größeren Teil in der Südrhön.
Aufgeführt sind alle Zuflüsse, soweit diese namentlich auf 
- BayernAtlas der Bayerischen Staatsregierung (Hinweise) oder im
- Verzeichnis der Bach- und Flussgebiete in Bayern – Flussgebiet Main des Bayerischen Landesamtes für Umwelt, Stand 2016 (PDF; 3,3 MB)

aufgeführt werden, und zusätzlich einige dort namenlose.
Wenn sich der Gewässername nach dem Zusammenfluss zweier Gewässerabschnitte ändert, werden die beiden Zuflüsse als Quellzuflüsse separat angeführt, ansonsten erscheint der Teilabschnittsname in Klammern. Die Längen- und Einzugsgebietsangaben sind auf eine Nachkommastelle gerundet, die Werte sind entweder direkt der zweitgenannten Quelle entnommen oder unter möglichst weitgehender Übernahme daraus und zusätzlichen Abmessungen auf der erstgenannten Quelle ermittelt (dann mit „ca.“).
Die Fließgewässer werden jeweils flussabwärts aufgeführt. Die orografische Richtungsangabe ist relativ zum direkt übergeordneten Gewässer.

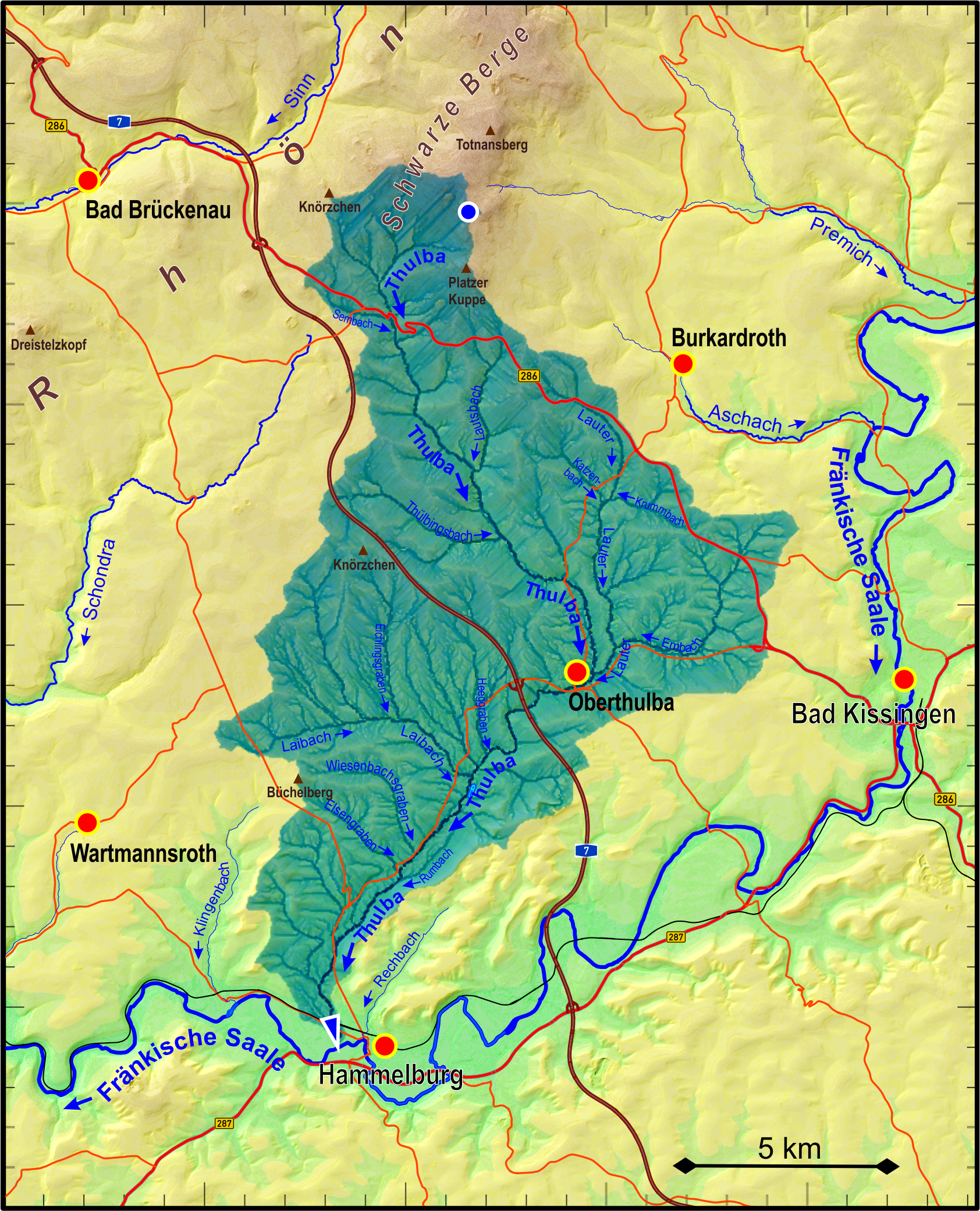
Einzugsgebiet der Thulba

## Zuflüsse
Auswahl direkter und indirekter Zuflüsse der Thulba, jeweils von der Quelle zur Mündung. Wenige Längen und Einzugsgebiete nach der amtlichen Gewässerkarte, die Werte mit „ca.“ wurden dagegen auf der amtlichen topographischen Karte abgemessen.
- Grimbach[3], von rechts an der Obermühle von Geroda
- Sembach, von rechts in Geroda
- Lautsbach, von links bei Burkardroth-Oehrberg
- Thülbingsbach, von rechts vor Oberthulba-Hassenbach
- Lauter, von links bei Oberthulba, 9,7 km und 30,8 km².
  - Krummbach, von links gegenüber der Kläranlage von Burkardroth-Katzenbach
  - Katzenbach, von rechts gleich nach Katzenbach
  - Fließgraben[4], von links bei Oberthulbach-Schlimpfhof
  - Embach, von links westlich von Bad Kissingen-Albertshausen, ca. 4,9 km
- Heeggraben, von rechts bei Oberthulba-Thulba
- Laibach, von rechts in Thulba, 6,5 km und 19,2 km².
  - Eichlingsgraben, von links in Oberthulba-Frankenbrunn
  - Leibersgraben, von rechts in Thulba
- Heinergraben, von rechts nach Thulba
- Klingelgraben, von rechts auf der Stadtgrenze von Hammelburg
- Wiesenbachsgraben, von rechts vor Hammelburg-Obererthal, ca. 3,8 km
- → (Abgang des Mühlgrabens), nach rechts vor der Jägersmühle bei Obererthal
- Rumbach, von links nach der Jägersmühle bei Obererthal, ca. 2,0 km; Auengraben
- ← (Rücklauf des Mühlgrabens), von rechts bei Hammelburg-Untererthal, ca. 2,0 km
  - Elsengraben, von rechts bei Obererthal, ca. 2,1 km
  - Renzgraben, von rechts nach Obererthal, wenigstens 0,3 km; unbeständig
  - Harbach[5], von rechts bei Untererthal, ca. 2,7 km

## Flusssystem Fränkische Saale
- Fließgewässer im Flusssystem Fränkische Saale